# Actinodaphne macgregorii
Actinodaphne macgregorii är en lagerväxtart som först beskrevs av Elmer Drew Merrill, och fick sitt nu gällande namn av André Joseph Guillaume Henri Kostermans. Actinodaphne macgregorii ingår i släktet Actinodaphne och familjen lagerväxter. Inga underarter finns listade i Catalogue of Life.